# Sâhipataoğulları
Sâhipataoğulları è una dinastia turkmena dell'Anatolia fondata da Fakhr al-Dîn `Ali Sahip Ata, uno degli ultimi visir selgiuchidi del Sultanato di Rum durante il periodo dei beilicati. Dopo il 1265, i suoi figli si stabilirono ad Afyonkarahisar. I suoi discendenti si mantennero fino al 1341, quando il principato venne poi annesso a quello dei Germiyan. I Sâhipataoğulları hanno lasciato importanti opere architettoniche.

## Storia del beilicato

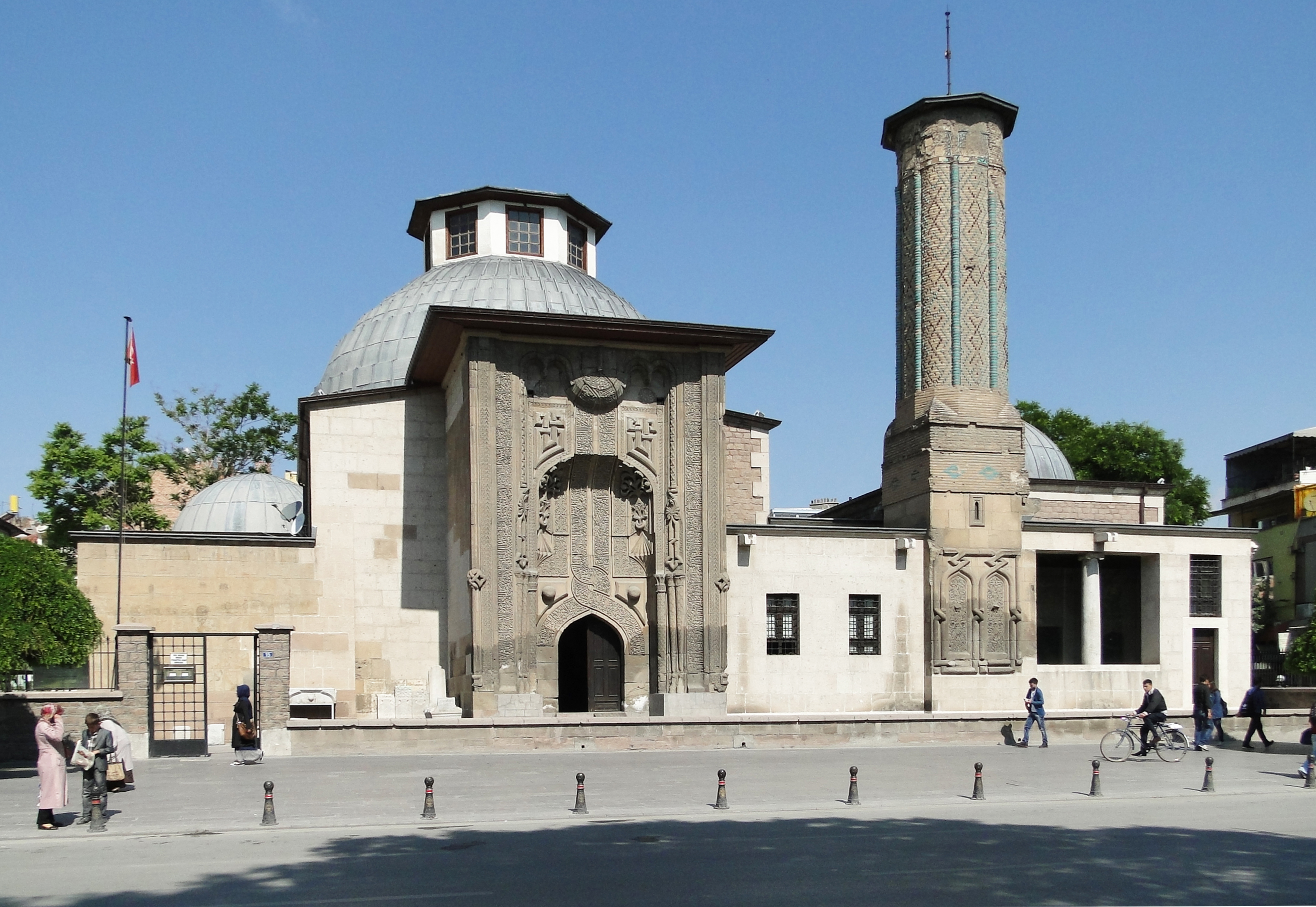
Medersa Ince Minareli a Konya, costruita per ordine di Sahip Ata tra il 1260 e il 1265.

I primi ad assumere le funzioni ufficiali ad Afyonkarahisar furono i due figli di Sahip Ata, Taceddin Hüseyin (in arabo تاج الدين‎?, tāj al-dīn) e Nusreddin Hasan (in arabo نصرة الدين‎?, nuṣra al-dīn), nominati congiuntamente governatori della roccaforte di Afyonkarahisar, posto di confine con l'impero bizantino nel 1271. Il territorio era compreso tra Kütahya, Beyşehir e Akşehir con capitale Afyonkarahisar. Sahip Ata regnò su questo principato insieme ai suoi figli. Afyonkarahisar si trovava in una posizione facile da fortificare. Nel 1271, Sahip Ata fece costruire una grande moschea con un tetto a telaio sostenuto da pali di legno. Sahip Ata soppresse la ribellione dell'emiro turkmeno di Denizli e quella degli ammutinati turkmeni attorno ad Afyonkarahisar e Sandikli. I due figli di Sahip Ata morirono durante i combattimenti contro l'usurpatore Alâeddin Siyavuş Jimri nel 1276-1277.
Accusato di tradimento dal khan mongolo Abaqa, il gran visir Mu'in al-Din Sulayman venne giustiziato il 2 agosto 1277. Dopo la sua morte, Sahip Ata divenne il nuovo gran visir del Sultanato di Rum.
Sahip Ata morì prima del 1289. Poiché i suoi figli morirono prima di lui, fu suo nipote Şemseddin Ahmed (figlio di Nusreddin Hasan) assunse la funzione di bey ad Afyon.

### Şemseddin Ahmed
Şemseddin Ahmed (in arabo شمس الدين‎?, šams al-dīn) era il genero dei Germiyan. Fu ucciso nel 1287 lasciando due figli: Nusreddin Ahmed, che gli succedette, e Muzaffereddin Devlet (in arabo مظفّر الدين‎?, muẓaffar al-dīn)

### Nusreddin Ahmed
Durante il regno dell'Ilkhan Abu Saïd Bahadur, l'emiro Chupan arrivò in Anatolia. Nusreddin Ahmed fu uno di coloro che si dichiarano vassalli degli Ilkhanidi (1314). Timurtash, figlio minore di Chupan, fu nominato governatore dell'Anatolia (1319) e si impegnò a ristabilire l'ordine nella regione. Il principato era in linea di principio rientrante nei territori vassalli degli Ilkhanidi. Inizialmente costituito dall'intera regione intorno ad Afyonkarahisar, fu ridotto alla città e ai suoi dintorni. Nel 1321, Timurtaş si ribellò agli Ilkhan e strinse un'alleanza con i mamelucchi d'Egitto. Chupan lo convinse a sottomettersi e ottenne da Abu Sa'id il perdono e il mantenimento nelle sue funzioni di governatore dell'Anatolia. Avvicinandosi a Timurtas, Nusreddin Ahmed si rifugiò dalla famiglia della madre, nel palazzo dei Germiyan a Kütahya (durante il regno di Yakub Bey I prima del 1325).
Nel 1327, Chupan, caduto in disgrazia, fu ucciso su richiesta degli Ilkhan. Timurtaş si rifugiò in Egitto e fu inizialmente accolto da Al-Nasir Muhammad; venne in seguito giustiziato da lui su richiesta di Abu Saïd nel luglio-agosto 1328.
Dopo la fuga di Timurtaş, Nusreddin Ahmed poté tornare ad Afyonkarahisar pur riconoscendo la tutela dei Germiyan. Si ritiene che abbia vissuto almeno fino al 1342.
Dopo la morte di Nusreddin Ahmed, il principato fu finalmente annesso al beilicato dei Germiyan. I figli di Muzaffereddin Devlet mantennero una certa influenza durante il periodo del governo dei Germiyan al punto che a quel tempo Afyon era chiamata Kara-Hisar-i Devlet.

## La dinastia

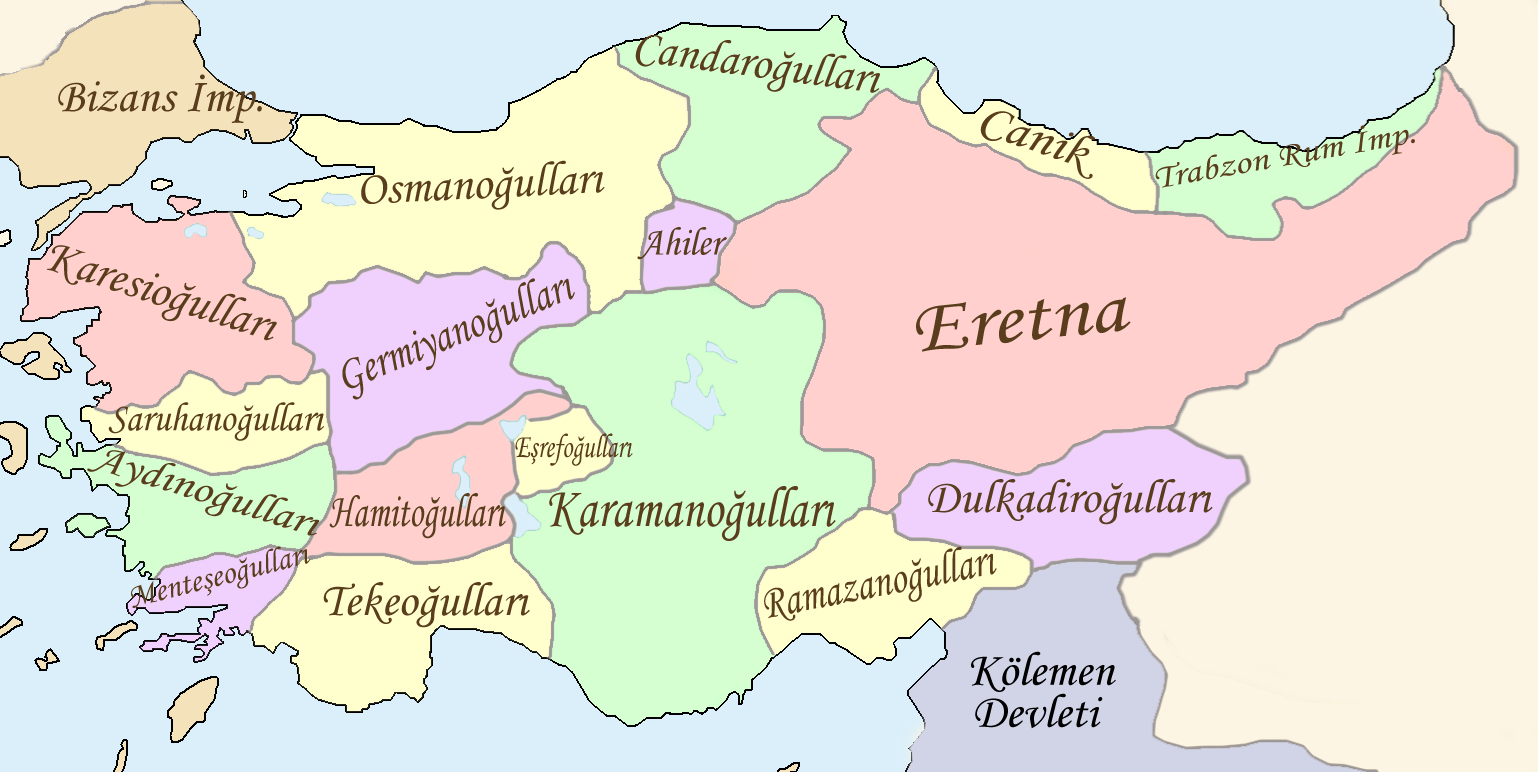
Mappa dei beilicati anatolici formati dopo la battaglia di Köse Dağ. Il beilicato di Sâhipataoğulları è compreso tra quello degli Hamididi, quello dei Germiyan e quello di Eşrefoğulları.

| Date            | Nome turco                        | Figlio di               |                 |                                                |
| --------------- | --------------------------------- | ----------------------- | --------------- | ---------------------------------------------- |
| 1250-prima 1289 | Sahib Ata `Ala 'Fakhr al-dîn` Alî | Sahip Ata Fahreddin Ali |                 | Visir dei sultani selgiuchidi di Rum           |
| dopo 1265-1277  | Nusrat al-Din Hasan               | Nusreddin Hasan         | Sahip Ata       | Governatori di Afyonkarahhisar, congiuntamente |
| dopo 1265-1277  | Taj al-Din Husayn                 | Taceddin Hüseyin        | Sahip Ata       | Governatori di Afyonkarahhisar, congiuntamente |
| 1285-1287       | Chams al-Din Ahmad                | Şemseddin Ahmed         | Nusreddin Hasan |                                                |
| 1287-prima 1343 | Nusrat al-Din Ahmed               | Nusreddin Ahmed         | Şemseddin Ahmed | annessione al beilicati dei Germiyan           |